# Ellen Andersen (økonom)
Ellen Andersen (født 1. marts 1937 i Kolding, død 19. april 2018) var en dansk økonom og 1973-99 en højt anerkendt professor i økonomi ved Københavns Universitet. Hun var den første danske kvindelige professor i såvel økonomi som inden for det samfundsvidenskabelige område i det hele taget og er bl.a. kendt for at være hovedkraften bag udviklingen af den danske økonomiske model ADAM. Hun blev derfor ofte kaldt "ADAMs mor".
Ellen Andersen var revisordatter fra Kolding. Hun blev student fra Christianshavns Gymnasium i 1956 og cand.polit. i 1963. Hun fik derefter arbejde i den næsten nystartede institution Det Økonomiske Råd, indtil hun i 1965 fik et kandidatstipendium ved Økonomisk Institut på Københavns Universitet. Derefter blev hun i 1966 videnskabelig assistent, i 1969 afdelingsleder og i 1973 udnævnt til professor i empirisk økonomi - et professorat, som hun besad, indtil hun trak sig tilbage i 1999. 
Ellen Andersens arbejde lå indenfor økonometri og empirisk økonomi, som det ikke mindst fremgik af hendes doktorafhandling fra 1975, der bestod af to dele, Træk af makroøkonometriske modellers historie og udvikling og En model for Danmark 1949-65. Sidstnævnte var den første version af ADAM-modellen, som blev overtaget og videreudviklet af Danmarks Statistik, men også efter 1975 med deltagelse af Ellen Andersen, der bl.a. var medlem af ADAMs bestyrelse.
Ellen Andersen har i tidens løb modtaget en lang række udmærkelser og haft talrige tillidsposter, lige fra hun blev tildelt Zeuthen-prisen for sit speciale. Hun har dog stort set altid holdt sig udenfor mediernes bevågenhed og har således flere gange afslået at blive økonomisk vismand. Hun havde dog i en årrække plads i Det Økonomiske Råd som særlig sagkyndig.